# 中野英雄
中野 英雄（なかの ひでお、1964年〈昭和39年〉12月22日 - ）は、日本の俳優。京都府京都市左京区生まれ、東京都出身。現在はフリーで活動している。次男は俳優の仲野太賀。

## 来歴・人物
京都府に生まれ幼いころ東京に引っ越す。
学生時代はハンドボール部に所属して活躍。しかし非行に走り、暴走族等の活動にも足を踏み入れた。暴走族（阿佐ヶ谷 MAD SPECIAL）時代、阿佐ヶ谷の自宅にパンツ一枚で帰ったり、パンツ一枚で線路に落ちていたなどと『未来教授サワムラ』（フジテレビ）で語った。きっかけは単身で乗り込んだため。なお、宇梶剛士が所属していたブラックエンペラーとは敵対関係にあった。
その後1985年、哀川翔から劇男一世風靡に勧誘され（哀川との出会いは、地元で哀川と喧嘩になったことからで、秒殺されたという）参加、柳葉敏郎の付き人から始める。その時期に小沢仁志と出会う。また、中学時代から好きだった先輩と結婚している。
1992年、フジテレビのテレビドラマ『愛という名のもとに』に出演。勤務する証券会社で上司から苛烈なまでのいじめに遭い、フィリピン人ホステスに入れあげ、挙句に自殺してしまう九州出身のチョロ役を演じ、人気が沸騰した。その後はコンスタントにドラマなどに出演し、Vシネマでの演技も評価が高い。また『FILM FACTORY』では監督・脚本にも挑戦した。
俳優への転職前は、トラック運転手の経験がある。
1996年、個人事務所として「バグジー」を設立（現在は所属していない）。
『クイズ赤恥青恥』の著名人クイズで長らくレギュラーを務めていた。そのため、解答者として出演していた加賀まりこにドラマの現場で会うと、文句を言われていたらしい。
過去のエピソードや強面の見た目から子供に厳しい父親に見られがちだが、息子の仲野太賀によると「手を上げられたことなど一度もない」「激甘」な父親である。SNSでは太賀の出演作に関連した発言をしたり、間接的に応援をしたり、ドラマを見ながら声援を送るなど、チャーミングな父親の一面をみせている。
「THE MOBSTAR JAPAN」は自身がプロデュースしているブランドである。
2022年8月、前所属事務所ギャッツビーエンタテインメント解散により退所が判明。

## エピソード
突然血だるまになった男が助けてくれって走ってきたことから、やられてるなら助けに行こうとなり、哀川側300人（哀川翔軍団150人・中野英雄軍団150人）対暴走族100人の大乱闘に発展したことがある。
劇男一世風靡には、入団当初は事務所のスタッフとして働いていたが、ある日事務所に「自分も路上パフォーマンスがやりたい。」と直談判をし、路上パフォーマンスのメンバーになった経緯がある。
哀川翔と小沢仁志の3人で番組に出演した際、渡瀬恒彦の番組へゲスト出演時のエピソードを語った。仕事が多忙になり天狗になっていた中野は、渡瀬と向かい合ったシーンで演技指導した監督に向かって「監督、俺はこうやりたいんですけど!?」と訴えた。すると目の前の渡瀬に「何この野郎！役者だったらこの野郎お前、監督の言われた通りにやりゃいいんだよ!!」と顔の真ん前で怒鳴り飛ばされ、「ハイ、分かりましたすぐやります！監督！本番…」と平身低頭で謝った。それを聞いた哀川と小沢は無言で笑っていた。渡瀬が死去した時にTwitterで、当時やんちゃだった自分も「渡瀬さんは怖かった」とつぶやき述懐していた。
小沢仁志が「顔面凶器」と呼ばれるようになった由来は、2003年に中野英雄がフジテレビ『笑っていいとも!』に出演した際に、共演作『広島やくざ戦争』のポスターをタモリに見せて小沢仁志の顔を「顔面暴力」と言ったことが始まりである。

## 出演

### テレビドラマ
- あぶない刑事 第29話「追撃」（1987年、日本テレビ） - 石橋英雄
- ジャングル 第35話「磯崎刑事殉職」（1987年、日本テレビ / 東宝） - 桜井ミツル
- 君の瞳をタイホする!（1988年、フジテレビ）
- 君が嘘をついた（1988年、フジテレビ） - 高橋
- 愛しあってるかい!（1989年、フジテレビ） - 小林孝
- 火の用心（1990年、日本テレビ）
- すてきな片想い（1990年、フジテレビ） - 佐々岡ケン
- 世にも奇妙な物語（フジテレビ）
  - 「UFO」（1991年）
  - 「19XX」（1991年8月8日） - 田代貢
- 次男次女ひとりっ子物語 （1991年、TBS）
- 土曜ドラマ（NHK）
  - 地球をダメにする50のかんたんな方法（1992年） - 鈴木
- 愛という名のもとに （1992年、フジテレビ） - 倉田篤（チョロ）
- 親愛なる者へ（1992年、フジテレビ） - 大塚
- 誰かが彼女を愛してる（1992年、フジテレビ） - 武田幹夫
- チャンス! 第2話「幻のコンサート」（1993年4月21日、フジテレビ） - 佐竹真一
- 日本名作ドラマ「雁」（1993年5月3日・10日、テレビ東京）
- 裸の大将 第61話「清のお見合い縁結び」（1993年、KTV / 東阪企画）
- 徹底的に愛は…（1993年、TBS） - 森下哲二
- 日曜はダメよ（1993年、日本テレビ） - 飯島信夫
- 課長サンの厄年 （1993年、TBS） - 早川誠一郎
- 泣きたい夜もある 第23話（1993年9月12日、毎日放送） - 則之
- クニさんちの魔女たち（1994年、テレビ朝日） - 栗原薫
- アリよさらば 第7話「イジメの結末①」（1994年5月27日、TBS）
- 家族A（1994年、TBS） - 本間均
- 総務課長戦場を行く!（1994年、フジテレビ）
- エリアコードドラマ「チャイナ飯店」「アロハ暖房」「留萌交番日記」（1994年 - 1995年、北海道テレビ）
- 風の刑事・東京発!（1996年、テレビ朝日） - 松本敬三
- 硝子のかけらたち（1996年、TBS） - 杉井新太郎
- 火曜サスペンス劇場「追跡2」家出少女と現金強奪犯の不思議な3日間（1997年11月18日、日本テレビ） - 上川辰夫
- タブロイド（1998年、フジテレビ） - 青島ビンゴ
- 剣客商売 第1シリーズ 第10話「兎と熊」（1998年、フジテレビ / 松竹） - 内田久太郎
- 暴れん坊将軍XI、最終回スペシャル（2001年 - 2003年、テレビ朝日） - め組の小頭 峰次
- はぐれ刑事純情派（2002年、テレビ朝日） - 三上悟
- 一攫千金夢家族（2002年・2003年、TBS） - 杉浦慎悟
- 水戸黄門（TBS / C.A.L）
  - 第31部 第14話「白鷺城下の恩返し -姫路-」（2003年1月27日） - 望月安兵衛
  - 第35部 第13話「黄門様のお供は偽千太 -人吉-」（2006年1月16日） - 千吉
- ホットマン（2003年、TBS）
- 時空警察PART4（2004年、日本テレビ） - 西郷隆盛
- こちら本池上署（2004年、TBS） - 岡田知之
- セーラー服と機関銃（2006年、TBS） - 柴田光明
- 暖流（2007年、TBS） - 小早川猛
- 水曜ミステリー9 「北アルプス山岳救助隊・紫門一鬼9 白馬山岳ツアー天空の密室殺人」（2007年、テレビ東京） - 安藤眞人
- ショカツの女 新宿西署 刑事課強行犯係 第1作「殺意を招く一万円札!犯人は現職警察官!? 五億円強奪殺人事件 鉄壁のアリバイを逆転せよ!」2007年11月10日、テレビ朝日） - 皆川裕規（警視庁捜査一課 管理官）
- 新春ワイド時代劇「徳川風雲録 八代将軍吉宗」（2008年、テレビ東京） - 有馬氏倫
- 密命 寒月霞斬り 第6話「覚悟」（2008年、テレビ東京） - 米谷鎌吉
- あの戦争は何だったのか 日米開戦と東條英機（2008年12月、TBS） - 赤松貞雄（陸相秘書官）
- ジロチョー 清水の次郎長維新伝（2010年1月13日、テレビ東京） - 都鳥吉兵衛
- クロヒョウ 龍が如く新章（2010年10月 - 12月、毎日放送 / TBS） - 竹中省三
- 相棒 Season 9 第10話「聖戦」（2011年1月1日、テレビ朝日 / 東映） - 江上健造
- お助け屋☆陣八 第5話（2013年2月7日、読売テレビ） - 藤木秀元
- 極悪がんぼ 第1話（2014年4月14日、フジテレビ） - 怒突工事
- リバースエッジ 大川端探偵社 第10話（2014年6月21日、テレビ東京） - 黒川
- ヤメゴク〜ヤクザやめて頂きます〜 第7話（2015年5月28日、TBS） - 入山黄明
- 植物男子ベランダー SEASON2 第8話（2015年7月16日、NHK BSプレミアム） - ニッキを売る店主
- 山本周五郎人情時代劇 第2話「夜の辛夷」（2015年10月13日、BSジャパン） - 政次
- 金曜ロードSHOW!特別ドラマ企画「視覚探偵・日暮旅人」（2015年11月20日、日本テレビ） - 猫探しの依頼人
- 男と女のミステリー時代劇（2016年、BSジャパン） - 伝八
- 相棒 Season 17 第4話「バクハン」（2018年11月7日、テレビ朝日 / 東映） - 源馬寛
- メゾン・ド・ポリス 第9話・最終話（2019年3月8日・15日、TBS） ‐ 大黒毅
- WOWOWオリジナルドラマ オカルトの森へようこそ（2022年7月22日 - 8月25日、WOWOW）- 広島蒼天[8]
- 高速を降りたら（2024年3月19日、NHK総合・NHK BSプレミアム4K）[9]
- こんなところで裏切り飯 〜嵐を呼ぶ七人の役員〜 第2話（2025年1月23日、中京テレビ・日本テレビ） - 古郡辰雄
- プライベートバンカー 最終回（2025年3月6日、テレビ朝日） - 鷹崎 役[10]
- シミュレーション 〜昭和16年夏の敗戦〜（2025年8月16日・17日、NHK総合） - 武藤章 役[11]

### 配信ドラマ
- 欲望の町（2023年、U-NEXT独占配信） - 大蔵政義
- フクロウと呼ばれた男（2024年配信、Disney+） - 丸山政志[12]

### 映画
- ふうせん（1990年） - 蜂矢真吾
- さらば愛しのやくざ（1990年） - 誠一
- 極道の妻たち 最後の戦い（1990年） - 大学職員
- NOBODY （1994年） - 小西雄二
- キャンプで逢いましょう（1995年） - 中西部長
- BAD GUY BEACH（1995年） - 警察官 ※友情出演
- 修羅がゆく シリーズ
  - 修羅がゆく3 九州やくざ戦争（1996年） - 大磯組組長 大磯吾郎（銀次の実弟）
  - 修羅がゆく12 北九州死闘篇（2000年） - 元・岸田組組員 大磯銀次（吾郎の実兄）
- 借王 シリーズ
  - 借王2（1997年） - 榊俊一（代議士吉川清太郎の第一秘書）
  - 借王3（1998年） - 榊俊一（貸植木業者従業員）
- 安藤組外伝 掟（2000年） - 谷村秀和（元・初代植松一家組員,竜崎一正の舎弟）
- 獅子の血脈（2001年、グルーヴコーポレーション）- 二代目秋葉一家舎弟頭 笹山
- 組葬 KUMISO（2002年）
- デコトラの鷲 シリーズ
  - デコトラの鷲 祭りばやし（2003年） - 天馬
  - デコトラの鷲 会津・喜多方・人情街道!（2004年）
- フレンズ（2004年） - 今村
- ヅラ刑事（2006年） - 刑事部長 面堂啓介
- きみにしか聞こえない（2007年） - 相原哲司
- やる気まんまん（2007年） - 主演・神能数馬（総帥）
- 口裂け女2（2008年） - 根元昌平
- ゼブラーマン -ゼブラシティの逆襲-（2010年） - イノシシ男
- 最高でダメな男 築地編（2010年） - 洋一
- アウトレイジ（2010年） - 村瀬組若頭 木村
  - アウトレイジ ビヨンド（2012年） - 木村組組長 木村
- 二代目はニューハーフ（2013年） - キサラギ
- 半グレvsヤクザ（2013年 - 2014年）全3作 - 主演・新谷英司（山根和馬とW主演）
- TOKYO TRIBE（2014年8月30日） - ベテラン警官
- Zアイランド（2015年5月16日公開） - 竹下組若頭 木山
- にがくてあまい（2016年9月10日、エレファントハウス） - 江田豊[13]
- RANMARU 神の舌を持つ男（2016年12月3日、松竹）
- 新宿スワンII（2017年1月21日、ソニー・ピクチャーズ エンタテインメント）[14] - 神奈川 宝来会 雛之一家総長 田坂晃
- イイネ!イイネ!イイネ!（2017年6月24日） - トニー萩野
- ごっこ（2018年10月20日、パル企画） - カナデンのおとん
- 大阪闇金（2021年、ライツキューブ） - 酒井良夫
- リスタート（2021年） - 未央の父
- BAD CITY（2023年） - 中野刑事

### Vシネマ
- プロミスリング〜鹿島アントラーズ物語〜（1993年12月16日 バンダイビジュアル）- 主演・沢口辰也
- てやんでいBaby（1996年） - 富沢信夫
- 大攻略 究極のランプ打法（1997年）
- 極道競馬 がぶノミ荒矢（1997年） ※友情出演
- 兎-野性の闘牌-（1998年） - 仙道
- 難波金融伝・ミナミの帝王 14 アリバイ証明の罠 - 山中
- 縁切り闇稼業（1999年 - 2000年） - ホストクラブ支配人
  - 縁切り闇稼業 システム金融の罠（1999年3月）
  - 縁切り闇稼業vol.2 恐怖！毒殺保険金詐欺（1999年7月）
  - 縁切り闇稼業vol.3 重婚詐欺の陰謀（1999年10月）
  - 縁切り闇稼業 vol.4 戦慄のカルト教団（2000年2月）
  - 縁切り闇稼業 芸能界秘密パーティの陰謀（2000年9月）
- 首領への道（1998年 - 2005年）
  - 首領への道1-8（1998年-1999年） - 金沢組初代組長 金沢慎市
  - 首領への道11-完結編（2000年-2005年） - 金沢組二代目組長 井波慎二（金沢慎市の双児の実弟）
- 熱血!二代目商店街（1999年） - 春田幸三（青果店）
- パチプロ探偵ナナ（2000年）
- ケンカ包丁 義（2000年、東映ビデオ） - 村上（ヤクザ） ※友情出演
- 日本極道史 龍神三兄弟（2000年）全2作 - 浅野組幹部 須藤英雄
- 広島やくざ戦争（2000年、2001年）
  - 実録・広島やくざ戦争（2000年8月） - 打館組幹部 山崎英博
  - 広島やくざ戦争 完結編（2000年10月） - 初代共雄会幹事長 山崎組組長 山崎英博
  - 続・広島やくざ戦争 流血!第三次抗争勃発（2001年7月） - 三代目共雄会相談役 北隆（呉市）
- 日本極道史 さらば仁義（2000年）
- 修羅の蛮王（バンキング）（2001年、東映ビデオ）- 岩波武雄
- 実録・沖縄やくざ戦争 いくさ世(ゆ)30年（2002年 - 2003年）
  - 実録・沖縄やくざ戦争 いくさ世(ゆ)30年・抗争勃発編（2002年12月）
  - 実録・沖縄やくざ戦争2 いくさ世(ゆ)30年・抗争激化編（2003年2月）
  - 実録・沖縄やくざ戦争3 いくさ世(ゆ)30年・抗争終結編（2003年5月）
- 実録・北陸やくざ戦争（2002年） - 三代目山王会直参 柳田組若頭 滝川信太郎 ※友情出演
- 実録・竹中正久の生涯 荒らぶる獅子 後篇（2003年） - 竹中組 竹中武
  - 実録・竹中正久の生涯 荒らぶる獅子 外伝（2004年） - 二代目竹中組組長 竹中武
- 実録・みちのく抗争 死守りの盃（2003年） - 主演・阿藤会執行部畠田組組長 畠田龍一
- 実録・名古屋やくざ戦争 統一への道（2003年）全4作 主演・高嶋誠司
- 実録・関東やくざ戦争 修羅の盃（2003年） - 錦城会甲府一家遠藤組瀬野組組長 瀬野輝彰
  - 実録・関東やくざ戦争2 修羅の代紋（2004年） - 錦城会甲府一家遠藤組瀬野組組長 瀬野輝彰
- 新・日本の首領（2004年） - 沖名組系三島組組長 三島裕也
- 総長賭博（2004年） - 風間組幹部 タケムラ
- 極道甲子園（2004年） - 吉見（極道ドラフト会議スカウトマン）
- 最後の神農（2004年） - 城東組松前一家増山組組長 増山晴雄 ※友情出演
- 実録・東組抗争史 閻魔の微笑（2004年） - 東組若頭代行森田組組長 森田至朗
- 龍神1,2（2005年）全2作 - 関東 東神会執行幹部 猪瀬組組長 猪瀬勝道
- 修羅の門1,2（2005年） - 義道会若頭
- 修羅場の侠たち 伝説の愚連隊・盟朋会（2005年）
- 抗争 暴力団VSギャング（2005年） - タキガワ会若頭 フジムラ
- (暴)マルボー 組織犯罪対策部捜査四課（2005年） - キクチ
- 不退の松葉（2005年） - 松葉会組員 中村益大
- 甲州プリズン（2005年）全2作  - 羅生会三代目会長 滝沢氷成
- 武闘派極道史 竹中組〜組長邸襲撃事件〜（2005年） - 竹中組 竹中武
- 最後の侠客（2006年）
- 実録・新選組（2006年）全2作  - 山南敬助
- 実録・広島極道抗争 佐々木哲夫の生涯（2006年）全2作
- 首領がゆく（2006年）全3作 - 真侠組真虎会 魁勝
- 実録・東声会 初代・町井久之 暗黒の首領（2006年） - 東声会組員 渡貫福三郎（→東声会柳沢興行若頭）
- 住越・浜野政吉〜烈侠〜（2007年）全2作
- 実録・外道の群れ 流血の鎮魂歌（2007年） - 岩政一家神和会赤星組組長 赤星拓也
- 思い出の渚（2007年）
- ゾク議員 第二部（2007年） - 三代目真侠会総長 高橋誠
- ビジネスマン必勝講座 ヤクザに学ぶカリスマ性（2008年）実例2「広域系三次団体組長の誤算と姐さんの包容力」 - 広域系三次団体 B組長
- ツインギャング3・4（2008年） - 名倉健治（人斬り健治と呼ばれた伝説のヤクザ）
- 千年の松（2009年） - 松葉会高橋一門総長 高橋一郎
- 実録・義戦Ⅲ 森田幸吉伝〜ヤクザの鎮魂歌〜（2009年）
  - 実録・義戦Ⅳ 森田幸吉伝〜ヤクザの咆哮〜（2009年）
- 侠宴 〜実録・阿形充規の半生〜（2009年） - 月星会会長 美月綋
- 九州激動の1520日〜新・誠への道〜（2009年）
- Departed to the future（2009年）
- 殺しの挽歌（2010年） - 阪涛会喜生会会長 松本喜八
  - 殺しの挽歌 完結編（2010年）
- 実録・大阪ミナミの顔(ツラ)（2010年） - 主演・桂川雅夫（野村一家若衆→旭会→一信会会長）
- 極道の紋章 13 - 18（2010年 - 2012年） - 沖田連合理事長 黒崎組組長 黒崎竜也
- 裏盃の軍団（2010年） - 主演・大門組若頭 正木組組長 正木礼二郎
- 修羅の荒野7,8（2010年） - 寺島陽太郎（闇医者、外科医）
- 極秘潜入捜査官 D.D.T（2011年） - 鮫島（元・刑事）
- この男たち、凶暴にて（2011年）全2作） - 梅川組組員
- 首領の道（2011年）-二代目連城組舎弟頭 佐伯武雄
- リベンジ〜血の報復〜（2011年） - 山科組赤松組 ドウマエ
- 抗争の黙示録（2012年） - 主演・五代目山神組黒谷組若頭補佐 相馬組組長 相馬義光
- 追跡者 SHOT GUN（2012年）
- 荒らぶる侠（2013年） - 主演・大山一家 舎弟頭 番
- 血掟(おきて)（2013年） - 竜星会若頭 草薙功太
- 抗争の挽歌（2013年） - 力石会若頭 権藤
- 強奪(しのぎ) 6億円.....（2013年） - 主演・海老沢
- 荒ぶる魂の華（2014年） - 蘭のマスター
- 最後の極道（2014年） - 主演・浦上常次郎（不動の常）
- 極潰し（2014年） - 坂東組組長 坂東
- 三代目代行（2014年 - 2015年） - 主演・左
- 日本やくざ抗争史 関東城北戦争（2014年） - 駒田（暴力班 刑事）
- KYOTO BLACK シリーズ（2015年） - アスカ産業 滝川剛
  - KYOTO BLACK 黒のサムライ
  - KYOTO BLACK2 黒の純情
- 関東極道連合会 第二章（2015年） - 主演・守川マサハル（後の国士会会長）
- 若頭暗殺（2015年） - 二代目近江組組長 鍋島勝利
- 裏社会の男たち（2015年） - 総合薬品株式会社社長 山中
- 修羅の分裂（2015年） - 西山会二代目信州一家若頭補佐 二代目中田組組長 辰井義典
  - 修羅の分裂 完結編（2015年） - 二代目西山会三代目信州一家総長代行 二代目中田組組長 辰井義典
- プラチナ代紋（2016年） - 主演・大和会幹事長 大西組組長 大西景吾
- CONFLICT 〜最大の抗争〜1 - 4（2016年 - 2018年） - 天道会若頭補佐 伊達組組長 伊達宗継
- 狂犬と呼ばれた男たち シリーズ（2017年）
  - 狂犬と呼ばれた男たち カリスマヤクザ - 牧川組若頭（鰐淵の前の若頭）
  - 狂犬と呼ばれた男たち 外道ヤクザ - 東勇会本部長 五十嵐洋二郎
  - 狂犬と呼ばれた男たち 大阪ヤクザ戦争 - 高原一家幹部
- 覇王Ⅲ〜凶血の連鎖〜 - 警視庁内部局警視正 相川
  - 覇王Ⅳ〜凶血の連鎖〜（2017年）
  - 覇王Ⅴ〜群狼の血脈〜（2017年）
- 極道天下布武1 - 5（2017年 - 2018年） - 織木組信長組若衆 豊海秀吉
- COLD BLOOD 三つ巴の抗争1・2（2017年、企画：中野英雄）全2作 - 主演・警視庁管轄 生活安全課 八木秀樹
- ギャングシティ 大阪黙示録1・2（2018年）全2作 - 三連和会会長
- 極道純恋歌（2018年） - 東条連合総長 東条
- 日本統一39 -（2020年-） - 沼津 迫田組組長 →丸神会最高顧問 迫田常夫
  - 日本統一外伝 田村悠人（2021年） - 丸神会最高顧問 迫田組組長 迫田常夫
- 下町任侠伝 鷹1 - 7（2020年-2023年） - 八代目侠永一家若頭

### ゲーム
- 龍が如く0 誓いの場所（2015年、PS4 / PS3） - 渋澤啓司[15]
- 龍が如く 維新! 極（2023年、PS5 / PS4 / PC / Xbox Series X/S / Xbox One） - 武市半平太[16]

### 配信
『中野英雄のYouTuBAR』から『中野英雄ちゃんねる』に改名（収録済み分は『中野英雄のYouTuBAR』名義で配信。）
- 中野英雄のYouTuBAR（2020年12月 - 2022年1月27日、YouTube）MC （助手：中山こころ）
- 中野英雄ちゃんねる（2022年1月25日 - 、YouTube）MC （助手：中山こころ）

### バラエティ・情報番組
- 桃色学園都市宣言!! St.月桂寺HighSchool（フジテレビ）
- 夜はタマたマ男だけ!!（フジテレビ）
- 特命リサーチ200X（日本テレビ）
- たかじんnoどォ!（1997年 - 1998年、読売テレビ）
- クイズ赤恥青恥 著名人クイズ（テレビ東京）
- めちゃ2イケてるッ! フジTV警察24時（フジテレビ） - “チョロ”として
- 経済ドキュメンタリードラマ ルビコンの決断（テレビ東京）
- ボクらの時代 哀川翔×小沢仁志×中野英雄（2014年11月2日、フジテレビ）
- オールスター感謝祭  (TBS)
- スーパークイズスペシャル  (日本テレビ)

### ミュージック・ビデオ
- FUNKY MONKEY BABYS「旅立ち」（2008年） - 市川モータース社長 市川健一
- Vic Mensa X Skrillex「No Chill」（2016年）

## プロデュース

### 映画
- 影に抱かれて眠れ（2019年9月6日公開、原作：北方謙三「抱影」 監督：和泉聖治 脚本：小澤和義 配給：BS-TBS）初プロデュース

### ブランド
- THE MOBSTAR JAPAN